# تیم ملی بسکتبال زنان مالت
تیم ملی بسکتبال زنان مالت نماینده مالت در مسابقات بین‌المللی بسکتبال زنان است.